# Wolseley 24
Der Wolseley 24 war der erste frei verkäufliche Pkw mit Vierzylindermotor, den Wolseley 1902 anbot.
Er besaß einen Vierzylinder-Blockmotor mit 5187 cm³ Hubraum und seitlich stehenden Ventilen (sv). Es gab Fahrgestelle mit 2286 mm oder 2591 mm Radstand. Die Aufbauten waren 3658 mm lang und 1600 mm breit. Das Leergewicht betrug 1168–1320 kg
Im Jahre 1911 ersetzte ihn der Wolseley 30/34.